# Tartraat
Een tartraat is een zout of ester van wijnsteenzuur C4H6O6. 
Tartraten worden vaak gebruikt als voedingsadditief en fungeren in die zin dikwijls als antioxidant en/of zuurteregelaar.

## Voorbeelden
- Kaliumnatriumtartraat of seignettezout (C4H4KNaO6)
- Braakwijnsteen (dubbelzout van kalium en antimoon(III)oxide) (C4H4K(SbO)O6)
- Kaliumtartraat (C4H4K2O6)